# Nomenclator der Gefasskryptogamen
Nomenclator der Gefasskryptogamen (abreviado Nomencl. Gefässkrypt.) es un libro ilustrado con descripciones botánicas que fue escrito por el botánico, y pteridólogo estadounidense, Carl E. Salomon. Se publicó  en el año 1883, con el nombre de Nomenclator der Gefässkryptogamen oder alphabetische Aufzählung der Gattungen und Arten der bekannten Gefässkryptogamen mit ihren Synonymen u. ihrer geographischen Verbreitung.